# Cantonul Mussidan
Cantonul Mussidan este un canton din arondismentul Périgueux, departamentul Dordogne, regiunea Aquitania, Franța.

## Comune
| Comune                      | Populație (1999) | Cod poștal | Cod INSEE |
| --------------------------- | ---------------- | ---------- | --------- |
| Beaupouyet                  | 480              | 24400      | 24029     |
| Bourgnac                    | 320              | 24400      | 24059     |
| Mussidan                    | 2.878            | 24400      | 24299     |
| Saint-Étienne-de-Puycorbier | 111              | 24400      | 24399     |
| Saint-Front-de-Pradoux      | 1.130            | 24400      | 24409     |
| Saint-Laurent-des-Hommes    | 1.048            | 24400      | 24436     |
| Saint-Louis-en-l'Isle       | 263              | 24400      | 24444     |
| Saint-Martin-l'Astier       | 136              | 24400      | 24457     |
| Saint-Médard-de-Mussidan    | 1.704            | 24400      | 24462     |
| Saint-Michel-de-Double      | 265              | 24400      | 24465     |
| Sourzac                     | 1.106            | 24400      | 24543     |